# Адріано Феделе
Адріано Феделе (італ. Adriano Fedele, нар. 13 жовтня 1947, Удіне) — італійський футболіст, що грав на позиції флангового півзахисника, захисника. По завершенні ігрової кар'єри — тренер.
Виступав, зокрема, за клуби «Удінезе» та «Інтернаціонале», а також молодіжну збірну Італії.

## Клубна кар'єра
Народився 13 жовтня 1947 року в місті Удіне. Вихованець футбольної школи клубу «Удінезе». Дорослу футбольну кар'єру розпочав 1964 року в основній команді того ж клубу, в якій провів шість сезонів, взявши участь у 154 матчах Серії С. Більшість часу, проведеного у складі «Удінезе», був основним гравцем команди.
Протягом 1970—1973 років захищав кольори «Болоньї», зігравши 77 матчів у Серії А.
Своєю грою за останню команду привернув увагу представників тренерського штабу «Інтернаціонале», до складу якого приєднався 1973 року. Відіграв за «нераззуррі» наступні шість сезонів своєї ігрової кар'єри. Граючи у складі «Інтернаціонале» також здебільшого виходив на поле в основному складі команди. За цей час виборов титул володаря Кубка Італії у 1978 році.
Згодом з 1979 року грав у складі «Верони», з якою за результатами сезону 1981/82 вийшов до Серії А і у наступному сезоні зіграв свої останні матчі у вищому італійському дивізіоні.
Після цього у 1983—1985 роках грав за «Порденоне», а завершив професійну ігрову кар'єру у клубі «Про Горіція», за який виступав протягом 1985—1986 років. Всього за кар'єру провів 221 матч (17 голів) у Серії А, 83 матчі у Серії B і 54 матчі (3 голи) у Серії C2.

## Виступи за збірну
1971 року залучався до складу молодіжної збірної Італії. На молодіжному рівні зіграв у 2 офіційних матчах.

## Кар'єра тренера
Закінчивши ігрову кар'єру, Феделе залишився у клубі «Про Горіція» і став його головним тренером. Наступного року покинув клуб і очолював інші нижчолігові команди «Порденоне» та «Новара».
1990 року став тренером молодіжної команди «Удінезе», а згодом навіть керував першою командою. 
1997 року прийняв пропозицію попрацювати у клубі «Падова», але того ж року залишив клуб з Падуї і став головним тренером «Модени».
1998 року Феделе повернувся в «Падову», з якою пропрацював до 1999 року.
Згодом Адріано працював з рядом нижчолігових італійських клубів. Останнім місцем тренерської роботи був клуб «Луміньякко», головним тренером команди якого Адріано Феделе був протягом 2014 року.

## Статистика виступів

### Статистика клубних виступів
| Сезон             | Клуб              | Чемпіонат | Чемпіонат | Чемпіонат |
| Сезон             | Клуб              | Ліга      | Ігор      | Голів     |
| ----------------- | ----------------- | --------- | --------- | --------- |
| 1964–65           | «Удінезе»         | C         | 3         | 0         |
| 1965–66           | «Удінезе»         | C         | 19        | 1         |
| 1966–67           | «Удінезе»         | C         | 25        | 0         |
| 1967–68           | «Удінезе»         | C         | 36        | 0         |
| 1968–69           | «Удінезе»         | C         | 33        | 1         |
| 1969–70           | «Удінезе»         | C         | 38        | 5         |
| 1970–71           | «Болонья»         | A         | 20        | 3         |
| 1971–72           | «Болонья»         | A         | 27        | 2         |
| 1972–73           | «Болонья»         | A         | 20        | 2         |
| 1973–74           | «Інтернаціонале»  | A         | 27        | 2         |
| 1974–75           | «Інтернаціонале»  | A         | 23        | 3         |
| 1975–76           | «Інтернаціонале»  | A         | 25        | 1         |
| 1976–77           | «Інтернаціонале»  | A         | 20        | 4         |
| 1977–78           | «Інтернаціонале»  | A         | 17        | 0         |
| 1978–79           | «Інтернаціонале»  | A         | 20        | 0         |
| 1979–80           | «Верона»          | B         | 27        | 0         |
| 1980–81           | «Верона»          | B         | 23        | 0         |
| 1981–82           | «Верона»          | B         | 25        | 0         |
| 1982–83           | «Верона»          | A         | 20        | 0         |
| Усього за кар'єру | Усього за кар'єру |           | 458       | 24        |

## Титули і досягнення

### Як гравця
- Володар Кубка Італії (1):

«Інтернаціонале»: 1977–78
- Чемпіон Європи (U-18): 1966